# Wereham
 (juillet 2023).
Wereham est une paroisse civile et un village du Norfolk, en Angleterre.